# Airosperma
Airosperma é um género botânico pertencente à família Rubiaceae.

## Sinônimos
- Abramsia

## Espécies
Apresenta seis espécies:
- Airosperma fuscum
- Airosperma grandifolia
- Airosperma psychotrioides
- Airosperma ramuensis
- Airosperma trichotomum
- Airosperma vanuense
- Lista das espécies